# Aeroplano Brunet-Olivert
El aeroplano Brunet-Olivert es un avión histórico ya que se construyó  en 1909. La  superficie de sustentación estaba constituida por un biplano con motor Anzani de 25 HP y fue diseñado por Gaspar Brunet.

## Montaje y primer vuelo
El aeroplano Brunet-Olivert lo diseño y montó el  ingeniero industrial  Gaspar Brunet Viadera en 1909 en los talleres que la empresa «Rosell y Vilalta» tenía en Barcelona. En ese mismo año fue presentado en las exposiciones de Valencia y Barcelona. Realizó su primer vuelo el 5 de septiembre de 1090 pilotado por Juan Olivert en un campo militar de Paterna. El avión se mantuvo volando durante algo más de 30 m y al final se precipitó al suelo, cayó en una zanja y sufrió desperfectos considerables.
Es la primera vez que un avión diseñado en España voló sobre este país. El Museo de Aeronáutica y Astronáutica que tiene el Ministerio de Defensa en la localidad  madrileña de  Cuatro Vientos muestra una réplica exacta a escala 1/1.